# پل پاتز
پل پاتز (انگلیسی: Paul Potts؛ زادهٔ ۱۳ اکتبر ۱۹۷۰) موسیقی‌دان اهل بریتانیا است. وی از سال ۲۰۰۷ میلادی تاکنون مشغول فعالیت بوده‌است. او نخستین برنده بریتینز گات تلنت بود.